# Mansurlar, Akyazı

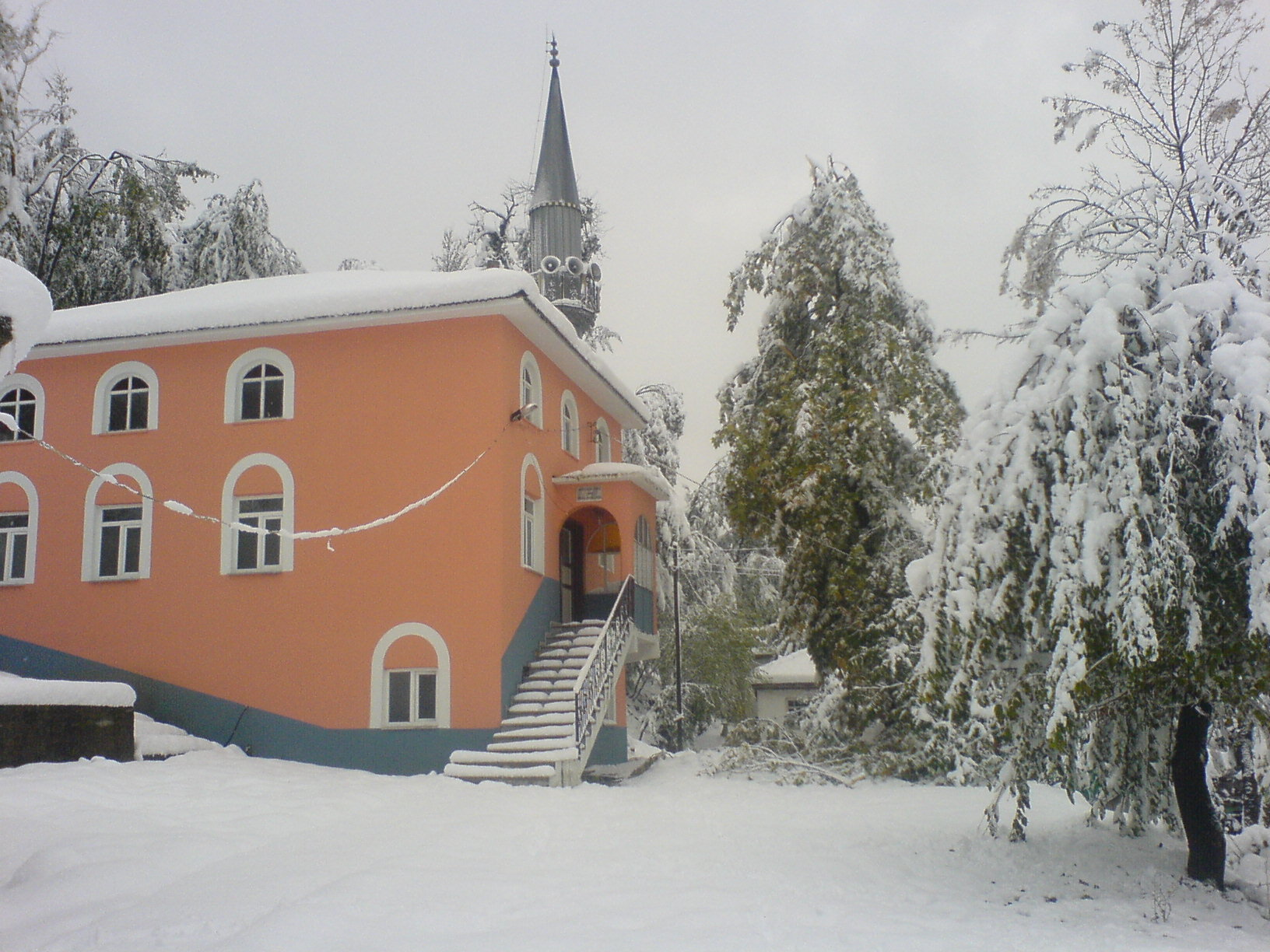
Mansurlar village mosque

Mansurlar là một xã thuộc quận Akyazı, tỉnh Sakarya, Thổ Nhĩ Kỳ. Dân số thời điểm năm 2008 là 308 người.